# ГЕС Агус ІІ
ГЕС Агус II — гідроелектростанція на Філіппінах на острові Мінданао. Знаходячись між ГЕС Агус I (вище по течії) та ГЕС Агус IV, входить до складу каскаду на річці Агус, яка дренує озеро Ланао та на північному узбережжі острова впадає до затоки Іліган внутрішнього моря Бохоль (моря Мінданао).
У межах проєкту річку перекрили земляною греблею висотою 29 метрів, довжиною 140 метрів та товщиною по гребеню 8 метрів. Вона спрямовує ресурс до прокладеного по лівобережжю дериваційного каналу довжиною 0,7 км, який переходить у три напірні водоводи довжиною по 0,9 км. У системі також працюють три запобіжні балансувальні резервуари баштового типу.
Основне обладнання станції становлять три турбіни типу Френсіс потужністю по 60 МВт, які при напорі у 113 метрів забезпечують виробництво 756 кВт·год електроенергії на рік.
Відпрацьована вода по відвідному каналу довжиною 0,2 км повертається до Агус, при цьому відстань між греблею та виходом каналу річищем річки становить понад 4 км.
Видача продукції відбувається по ЛЕП, розрахованій на роботу під напругою 138 кВ.